# Jerry Garcia
Jerome John „Jerry“ Garcia (1. srpna 1942 – 9. srpna 1995) byl americký zpěvák a kytarista, nejvíce známý jako frontman skupiny Grateful Dead. Tu spoluzaložil v roce 1965 a hrál v ní až do své smrti. Následně kapela ukončila svou činnost. Kromě této skupiny hrál také ve společném projektu s Merlem Saundersem, v akustickém duu s Davidem Grismanem, měl vlastní skupinu Jerry Garcia Band a krátce působil v bluegrassové superskupině Old and in the Way. Dále hrál ve skupinách Legion of Mary a New Riders of the Purple Sage. Za svůj život rovněž vydal čtyři sólová alba. V pozdějších letech svého života měl problémy se zdravím. V roce 1986 například upadl do diabetického kómatu. Rovněž byl závislým na heroinu a kokainu. V souvislosti s tím se dostal do rehabilitačního zařízení pro závislé na drogách, kde ve věku třiapadesáti let podlehl infarktu.

## Sólová diskografie
- Garcia (1972)
- Compliments (1974)
- Reflections (1976)
- Run for the Roses (1982)